# Кеньо, Констанс
Констанс Кеньо (9 июля 1832 — 7 апреля 1908) — танцовщица балета Парижской оперы, филантроп, французская куртизанка.
В 1847 году она поступила в Парижскую оперу, где исполняла небольшие роли. Получила признание, выступая вместе с итальянской танцовщицей Клаудиной Кукки (1834—1913).
В 1859 году Констанс получила травму колена, которая помешала ей продолжить карьеру в балете. К 34 годам она официально ушла из Оперы и стала пользоваться благосклонностью османского дипломата и коллекционера Халила Шерифа-паши (1831—1879).
Кеньо была натурщицей для нескольких работ разных художников: Надар, Дисдери и Сентен (он написал в 1867 году портрет «Portrait de Mademoiselle Constance Quéniaux, de l’Académie Impériale de Musique»).
В 2018 году французский историк Клод Шопп, изучая переписку Александра Дюма-сына, принадлежавшего к тому же избранному кругу парижской богемы, обнаружил в одном из писем Дюма писательнице Жорж Санд замечание: «Нельзя кистью передать деликатное и яркое нутро мадемуазель Кеньо из Оперы». Замечание свидетельствует о том, что для картины художнику позировала парижская танцовщица Констанс Кеньо, полагаясь на это письмо возможно предположить что в своей картине Сотворение мира (начало мира) Гюстава Курбе, художник изобразил не свою любимую натурщицу Джоанну (Джо) Хиффернан а именно Констанс Кеньо, являвшаяся наложницей турецкого дипломата и коллекционера Халил-бея, по заказу которого «Происхождение мира» и было написано.
В конце жизни Констанс Кеньо посещала художественное общество и дружила с французским композитором Даниэлем-Франсуа-Эспри Обером. Поселилась на вилле в коммуне Кабур департамента Кальвадос и занялась благотворительностью, в частности в пользу Orphelinat des Arts — приюта для сирот и брошенных детей художников.
Умерла 7 апреля 1908 года в Париже. Похоронена на кладбище Пер-Лашез.